# Zieleniec Mały
Zieleniec Mały (deutsch Klein Radzienen, 1938 bis 1945 Kleinhügelwalde) ist ein kleiner Ort in der polnischen Woiwodschaft Ermland-Masuren und gehört zur Gmina Wielbark (Stadt- und Landgemeinde Willenberg) im Powiat Szczycieński (Kreis Ortelsburg).
Zieleniec Mały liegt in der südlichen Mitte der Woiwodschaft Ermland-Masuren, 16 Kilometer südöstlich der Kreisstadt Szczytno (deutsch Ortelsburg).
Im Jahre 1802 verzeichnete man in Klein Radzienen, das nur wenige hundert Meter westlich von (Groß) Radzienen) (polnisch Zieleniec liegt, drei Einzelgehöfte. Bis 1945 war Klein Radzienen, das 1938 in „Kleinhügelwalde“ umbenannt wurde, ein Wohnplatz in der Gemeinde Radzienen im ostpreußischen Kreis Ortelsburg.
In Kriegsfolge wurde der kleine Ort mit dem gesamten südlichen Ostpreußen an Polen abgetreten. Er erhielt die polnische Namensform „Zieleniec Mały“ und ist heute eine Ortschaft innerhalb der Stadt- und Landgemeinde Wielbark (Willenberg) im Powiat Szczycieński (Kreis Ortelsburg).
Kirchlich war Klein Radzienen/Kleinhügelwalde bis 1945 sowohl evangelischerseits als auch römisch-katholischerseits nach Lipowitz (1933 bis 1945 Lindenort, polnisch Lipowiec) eingepfarrt. Für die Katholiken besteht noch heute der Bezug zur Pfarrei in Lipowiec, während die evangelischen Einwohner sich zur Kirche in Szczytno (Ortelsburg) hin ausrichten.
Zieleniec Mały erreicht man von Zieleniec aus über einen Landweg. Ein Bahnanschluss besteht nicht.